# Video Toaster
Video Toaster là một bộ công cụ gồm phần cứng và phần mềm được thiết kế và sản xuất bởi NewTek dùng để sản xuất và chỉnh sửa video theo định dạng truyền hình độ nét chuẩn NTSC. Card mở rộng gắn bổ sung ban đầu được thiết kế để dùng với máy tính Amiga 2000 nhằm cung cấp một số cổng kết nối chuẩn BNC ở cạnh sau card để cung cấp khả năng kết nối với các nguồn đầu vào video thông dụng (chẳng hạn như đầu VHS để đọc băng VCR). Phần mềm đi kèm cung cấp các tính năng như trộn tín hiệu, luma key, đồ họa chữ, hiệu ứng hoạt hình và hậu kỳ hình ảnh.
Bộ công cụ này có thể cung cấp khả năng biên tập video tốt hơn so với các giải pháp chuyên biệt cùng thời điểm những năm 1990 với mức giá phải chăng (khoảng vài ngàn đô la Mỹ). Video Toaster sau đó thắng giải Emmy vào năm 1993 trong hạng mục Thành tựu kỹ thuật. Về sau một số thành tố của bộ công cụ trở thành các sản phẩm riêng và đạt được thành công nhất định, nổi bật nhất là phần mềm LightWave 3D.
Tuy doanh số tập đoàn Commodore International tụt giảm trầm trọng và chính nền tảng Amiga mất dần thị phần khiến Commodore International phải phá sản vào năm 1994, nhưng bộ công cụ này đã được NewTek đưa lên Microsoft Windows và vẫn còn đến ngày nay.